# Gare de San Juan del Río
La Gare de San Juan del Río  (espagnol :  Estación San Juan del Río) est une gare ferroviaire mexicaine à San Juan del Río, au Querétaro.

## Histoire
Le bâtiment actuel est la deuxième de la région. La première gare se trouvait au sud-ouest de l'actuelle Alameda. La gare de San Juan del Rio ouvre le 8 novembre 1903 avec l'arrivée d'un train de Mexico. La gare est considérée comme un monument historique depuis 1986 et en 1996, il a été déclaré site du patrimoine mondial.

## Service des voyageurs

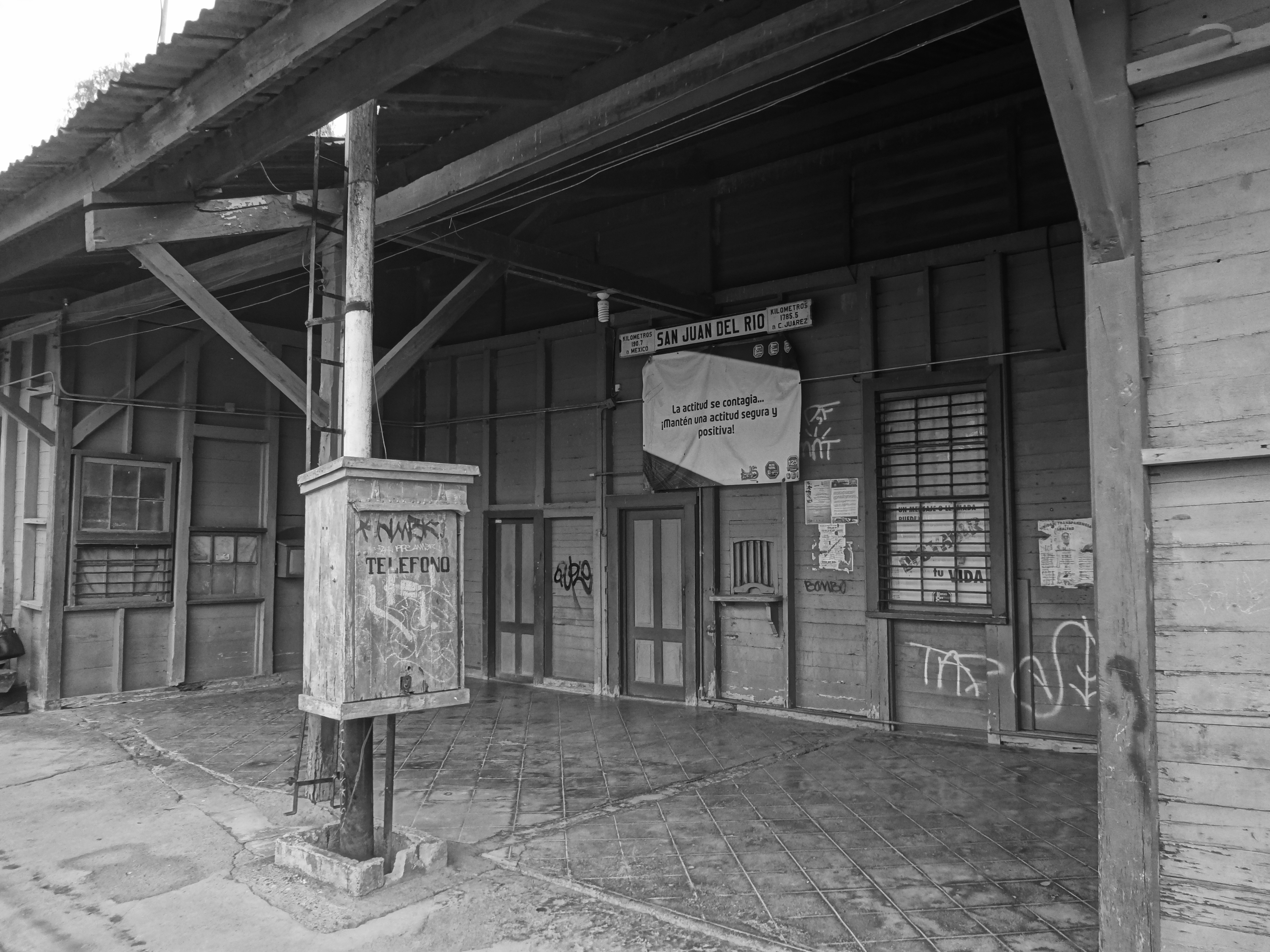
Bureau de vente des billets, 2015.

## Patrimoine ferroviaire
En 2015, le conseil municipal de la ville veut rénover la gare.  Elle songe la remodeler et y installer un espace de musée dans la vieille gare, avec un coût d’environ 20 millions de pesos. Le projet veut la construction d'une salle polyvalente, d’une salle de muséologie et une salle d'ordinateur montrant l'histoire de San Juan del Rio. Selon le conseil, l'endroit est complètement abandonné et la seule partie occupée est par les bureaux de la compagnie de fret du Kansas City Southern.